# حكومة العمال 1964-1970
عينت الملكة إليزابيث الثانية هارولد ويلسون في منصب رئيس وزراء المملكة المتحدة بتاريخ 16 أكتوبر عام 1964. شكل ويلسون وزارة ويلسون الأولى وهي حكومة عمالية ظلت قائمة على رأس عملها مستندةً على أغلبيةٍ ضئيلة خلال الفترة من عام 1964 حتى عام 1966. دعا ويلسون إلى إجراء انتخابات جديدة يوم 31 مارس عام 1966 في محاولة منه للحصول على أغلبية عاملة في مجلس العموم، وشكل بعدها وزارة ويلسون الثانية التي بقيت على رأس عملها لمدة أربع سنوات حتى عام 1970.

## التاريخ

### التشكيل
فاز حزب العمال بالانتخابات العامة في عام 1964 حاصلًا على أغلبيةٍ بسيطة بفارق أربعة مقاعد. ألحقت قضية بروفومو ضررًا فادحًا بحكومة المحافظين السابقة، وهو ما عنى أن وزارة أليك دوغلاس هيوم لم تدم في الحكم لأكثر من 363 يومًا. أدت الأغلبية الضئيلة التي حصلت عليها حكومة ويلسون إلى عجز الأخيرة عن أداء مهامها خلال الدورة الحالية للبرلمان، وهو ما استدعى الدعوة إلى إجراء انتخابات جديدة في عام 1966. أفضت هذه الانتخابات إلى فوز حزب العمال بأغلبية بلغت 96 مقعدًا وضمنت استمرار حكومة ويلسون.

### القضايا الداخلية

#### القضايا الاجتماعية
أقر البرلمان عددًا من الإصلاحات الاجتماعية التحررية خلال فترة ويلسون الأولى كرئيس للوزراء. تضمنت هذه الإصلاحات الإلغاء شبه التام لعقوبة الإعدام وإلغاء تجريم الجنس غير العلني بين الرجال وتحرير قانون الإجهاض وإلغاء الرقابة على المسارح. كذلك أصدر البرلمان قانون إصلاح الطلاق لسنة 1969 (والذي دخل حيز التنفيذ في عام 1971). اعتُمدت معظم هذه الإصلاحات من خلال مشاريع القوانين التي تقدم بها أعضاء البرلمان غير الوزاريين والتي صوت عليها الأعضاء بحرية تماشيًا مع العرف المعهود، ولكن لا شك أن الغالبية العمالية الكبيرة بعد انتخابات عام 1966 كانت أكثر انفتاحًا على هذه التغييرات بالمقارنة مع البرلمانات السابقة.
انحدر ويلسون من خلفية ثقافية ريفية غير ملتزمة دينيًا ولم يبدي حماسًا يذكر إزاء الكثير من هذه الأجندة (التي ربطها البعض بـ«المجتمع الإباحي»)، ولكن شجع روي جينكنز خلال ولايته كوزير للداخلية هذا المناخ الإصلاحي بصورةٍ خاصة. كذلك وسِع حق الانتخاب مع تخفيض السن القانوني للتصويت من 21 إلى 18 سنة في عام 1969.
شهدت ولاية ويلسون الممتدة من عام 1966 حتى عام 1970 ازدياد القلق الشعبي حيال معدلات الهجرة في المملكة المتحدة. ازداد تهويل المسألة على المستوى السياسي بعد خطاب «أنهار الدم» الشهير الذي ألقاه السياسي العضو في حزب المحافظين إينوك باول والذي حذر فيه من مخاطر الهجرة. أدى الخطاب إلى إقالة باول من حكومة الظل المعارضة. اعتمدت حكومة ويلسون نهجًا مزدوج المسار. إذ وضع وزير الداخلية جيمس كالاهان قيودًا جديدة لا يستهان بها على الهجرة إلى المملكة المتحدة، وذلك في الوقت الذي أدان فيه ويلسون التمييز العنصري (وأصدر تشريعًا يجرمه).

### الشؤون الخارجية

#### الولايات المتحدة وفيتنام
كان ويلسون يؤمن بـ«العلاقة الخاصة» القوية التي ربطت بلاده بالولايات المتحدة وأراد تسليط الضوء على تعاملاته مع البيت الأبيض بغية تعزيز مكانته كرجل دولة. كان الرئيس ليندون جونسون يبغض ويلسون ولذلك كان متغافلًا عن «خصوصية» هذه العلاقة. وافق جونسون على تقديم المساعدة المالية، ولكنه عارض بشدة الخطط البريطانية الرامية إلى تخفيض قيمة الجنيه الإسترليني وسحب الوحدات العسكرية البريطانية من شرقي السويس. كان ملف فيتنام من أكثر الملفات الشائكة. ظلت المساعدات العسكرية والمالية الأمريكية لحكومة فيتنام الجنوبية المحاصرة آخذة في التعاظم، وأخذت القوات البرية والجوية الأمريكية على عاتقها مهمة خوض معظم الأعمال القتالية ضد القوات الشيوعية. طلب جونسون من بريطانيا مرارًا أن تنشر وحدات برية على الأرض بهدف التأكيد على وجود دعم دولي للتدخل الأمريكي في فيتنام غير أن ويلسون قابل طلبه بالرفض. كانت الالتزامات العسكرية البريطانية المرتبطة بحرب الطوارئ المالايوية من بين الأسباب التي تذرع بها ويلسون. وبدلًا من ذلك، قدم البريطانيون المساعدة في مجال الاستخبارات والتدريب على حروب الأدغال، وذلك بالإضافة إلى التأييد الشفهي. كذلك أخذ ويلسون زمام المبادرة محاولًا طرح عدة خطط للوساطة والتي اشتملت في العادة على تدخل الروس، ولكن لم تحظى أي من هذه الخطط بزخمٍ يذكر. أثارت سياسة ويلسون استياء الجناح اليساري من حزب العمال، في حين دعمت المعارضة المحافظة الموقف الأمريكي حيال فيتنام. نادرًا ما كانت قضايا السياسة الخارجية تبرز في الانتخابات العامة. كذلك اختلف ويلسون وجونسون بشدة حول أسباب ضعف اقتصاد بريطانيا وتقهقرها كقوة عظمى. اعتبر المؤرخ جوناثان كولمان أن العلاقة خلال هذه الفترة كانت أكثر «علاقة خاصة» غير مرضية بين البلدين خلال القرن العشرين.

#### أوروبا
كانت مسألة العضوية البريطانية في الجماعة الأوروبية (سلف الاتحاد الأوروبي) من ضمن المعضلات السياسية الأكثر تحديًا التي واجهها ويلسون خلال فترتي ولايته كرئيس للوزراء والفترتين التي ترأس خلالها المعارضة (قبل عام 1964 وخلال الفترة من عام 1970 حتى عام 1974). أعلنت حكومة ماكميلان عن تقدمها بطلب للانضمام إلى الجماعة الأوروبية في شهر يوليو من عام 1961. أسنِدت مهمة التفاوض إلى أمين الختم الملكي إدوارد هيث ولكن آل الأمر إلى الفشل بعد تصويت الرئيس الفرنسي شارل ديغول ضد الطلب في عام 1963. كان حزب العمال منقسمًا حول المسألة حين كان في المعارضة إذ أعرب زعيم الحزب السابق هيو غيتسكيل عن معارضته لانضمام بريطانيا إلى الجماعة في عام 1962.
قدمت حكومة ويلسون طلبًا جديدًا للانضمام إلى الجماعة الأوروبية في شهر مايو من عام 1967 بعد ترددها المبدئي. ومع ذلك صوت شارل ديغول ضد الطلب كسابقه في شهر نوفمبر من ذاك العام.
تفاوض رئيس الوزراء المحافظ إدوارد هيث على صفقة لقبول بريطانيا في الجماعة في عام 1972، وجاء ذلك في أعقاب ترك شارل ديغول لمنصبه. ظل حزب العمال المعارض في حالة من الانقسام الحاد حيال المسألة وهو ما عرضه لخطر الانقسام على نفسه. كان ريتشارد كروسمان الذي عمل محررًا لمجلة نيو ستيتسمان لمدة عامين (1970 - 1972) من أبرز المعارضين لعضوية بريطانيا في الجماعة. كانت نيو ستيتسمان المجلة الأسبوعية الرائدة بين اليساريين الوسطيين ونشرت العديد من الحجج الرافضة للعضوية. كان روي جينكنز من أبرز الداعمين للعضوية ضمن حزب العمال.

#### آسيا
بدأ الوجود البريطاني في الشرق الأقصى بالانحسار تدريجيًا منذ عام 1945. إذ زال مسوّغ الدفاع كأساس منطقي للوجود العسكري البريطاني في المنطقة مع نيل المستعمرات البريطانية السابقة استقلالها. وازداد إدراك لندن للتكاليف التي تكبدتها خزانة الدولة والاقتصاد نتيجة الاحتفاظ بأعداد كبيرة من القوات في الخارج. تخلت بريطانيا أيضًا عن العديد من المخططات الرامية إلى تطوير أسلحة إستراتيجية على أساس التكاليف المترتبة عليها مثل صواريخ بلو ستريك في عام 1960. اعتمدت بريطانيا على شراء التكنولوجيا العسكرية الأمريكية عوضًا عن بناء منظوماتها الخاصة ولا سيما صواريخ بولاريس المطلَقة من غواصات والتي اشترتها البلاد في عام 1963.
كانت موافقة ويلسون الإبقاء على وجود عسكري بريطاني شرقي السويس في عام 1967 جزء من الثمن الذي دفعه رئيس الوزراء للحصول على المساعدة المالية الأمريكية. بيد أن هذا الوجود كان باهظًا للغاية وذلك في الوقت الذي كانت فيه الأولويات الداخلية أكثر إلحاحًا. أعلن وزير الدفاع دينيس هيلي عن اعتزام بريطانيا الانسحاب من قواعدها في البر الرئيسي شرقي السويس بحلول عام 1977، والاحتفاظ ببعض القوات الجوية والتي يمكن نشرها في المنطقة في حال اقتضى الأمر ذلك. أعلن ويلسون عن تسريع الجدول الزمني لانسحاب القوات البريطانية من سنغافورة وماليزيا والخليج العربي ليصبح في نهاية عام 1971.